# Cimetière de Court-Saint-Étienne
Le cimetière de Court-Saint-Étienne est un cimetière communal situé sur le territoire de la commune belge de Court-Saint-Étienne en Brabant wallon.
Son monument principal, le mausolée Goblet d'Alviella, fait l'objet d'un classement au titre des monuments historiques  et comme patrimoine exceptionnel de la Région wallonne.

## Historique

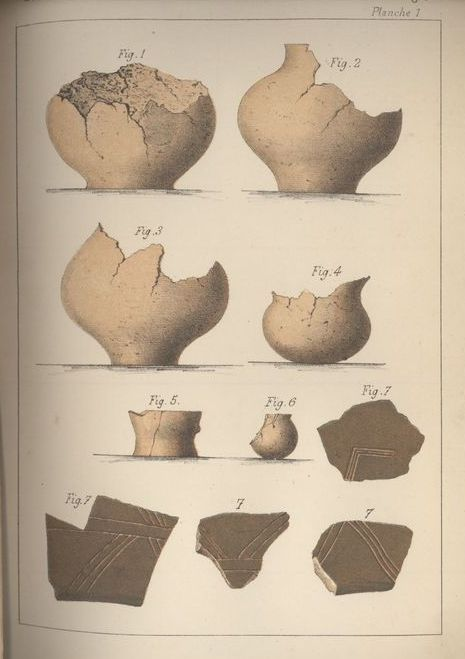
Poteries retrouvées dans les sépultures celtiques.

Le premier cimetière situé sur le territoire de la commune remonte à plusieurs millénaires avant l'ère chrétienne. On trouve en effet sur le plateau sablonneux de la « Quenique », sur la rive droite de l'Orne, les traces de tumuli des tribus dites « du Michelsberg » (3 000 ans av. J.-C.). On a découvert à cet endroit, et dans les environs, des tumuli avec mobilier (nécropole à tombelle) ou sans mobilier (nécropole à tombes plates). Un tumulus est figuré sur le premier quartier des armoiries de la commune.
Durant l'ère chrétienne, les cimetières s'implantent autour des églises : il est cependant impossible de déterminer à quelle époque exacte le cimetière s'est formé autour de l'église Saint-Étienne de Court-Saint-Étienne. Ce cimetière paroissial est resté en place jusqu'à la fin du XIXe siècle. Aujourd'hui désaffecté, il abrite encore quelques monuments funéraires ainsi que trois pierres scellées dans le mur de l'église (voir l'article consacré à l'église  Saint-Étienne de Court-Saint-Étienne).
Le cimetière paroissial, d'une superficie de 7 ares, étant devenu trop exigu, un nouveau cimetière, appelé « cimetière du Centre », est ouvert le 10 juillet 1885.
Ce cimetière, situé rue Defalque sur les hauteurs qui dominent le village de Court-Saint-Étienne (sur la route de Villers-la-Ville), est créé en regroupant deux parcelles :
- une parcelle de 57 ares appartenant au Bureau de Bienfaisance de Court-Saint-Étienne ;
- une parcelle de 30 ares appartenant à la comtesse Goblet d'Alviella.

Dès 1886, la famille Goblet d'Alviella demande une concession pour y créer le mausolée Goblet d'Alviella, au centre de quatre allées qui coupent le cimetière en quatre parties égales (à l'époque).

## Description
Le « cimetière du Centre », longtemps appelé « nouveau cimetière » par les habitants du village, est composé de deux parties : le cimetière de 1885 et une extension plus récente qui en a doublé la superficie. La limite entre les deux parties se remarque au niveau du mur de clôture.

### Sépultures duXIXesiècle
La partie la plus ancienne du cimetière est riche en sépultures familiales de belle facture caractérisées par le style éclectique qui a marqué le XIXe siècle.
Certaines de ces tombes sont légèrement postérieures à 1900 mais relèvent encore stylistiquement de ce XIXe siècle que les historiens font généralement terminer pour l'Europe en 1914 (concept de « Long XIXe siècle »).

#### Mausolée Goblet d'Alviella
Le monument le plus important du cimetière est sans conteste l'imposant mausolée Goblet d'Alviella, édifié entre 1887 et 1889 par l'architecte Adolphe Samyn et le sculpteur Georges Houtstont,.
Mélange d'art hindou, égyptien, grec, omeyyade, etc. il reflète les options philosophiques et les convictions religieuses universalistes de son commanditaire, le comte Eugène Goblet d'Alviella (1846-1925).
|  |  |  |  |

#### Obélisque Packard-Hilton

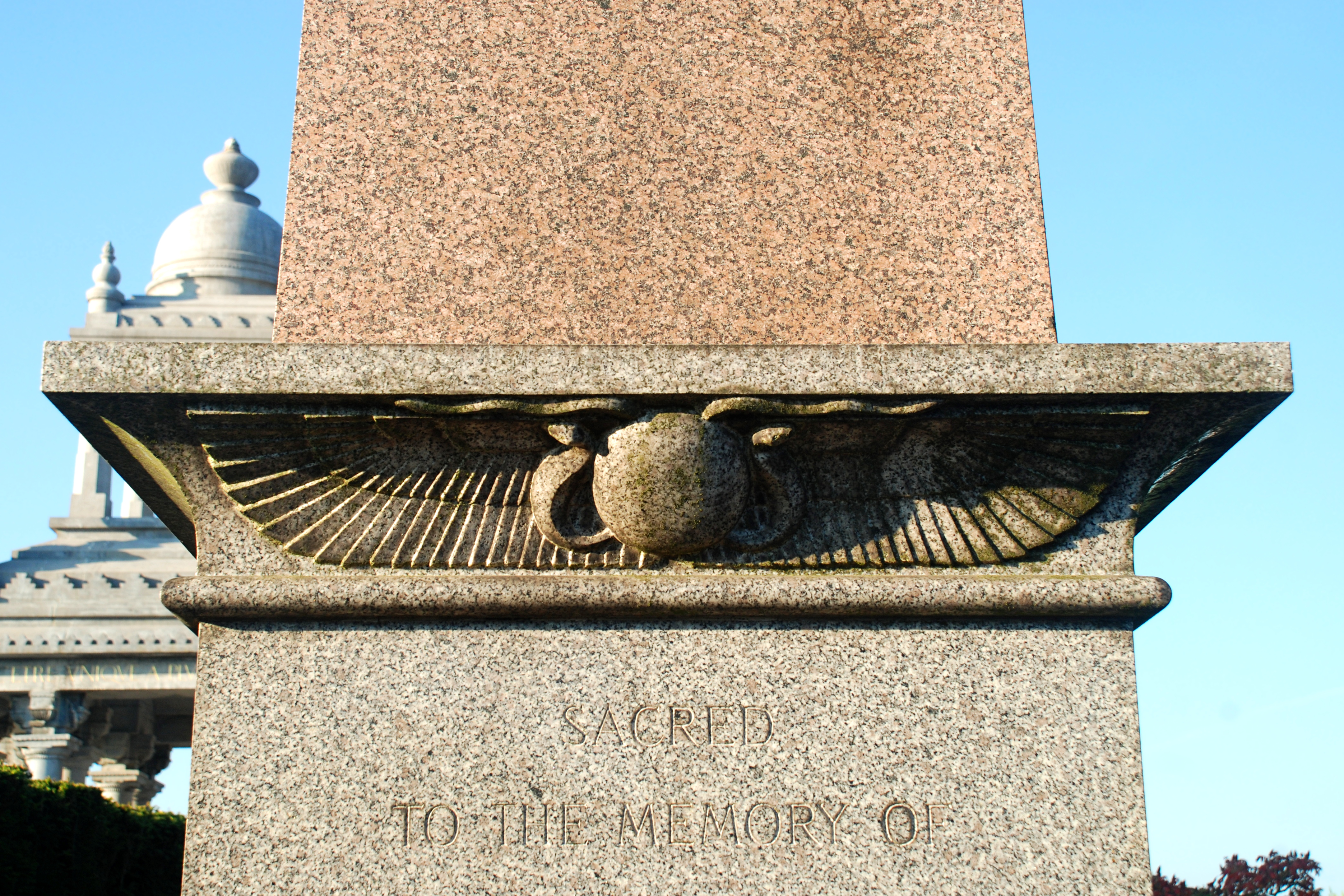
Disque solaire ailé encadré de cobras.

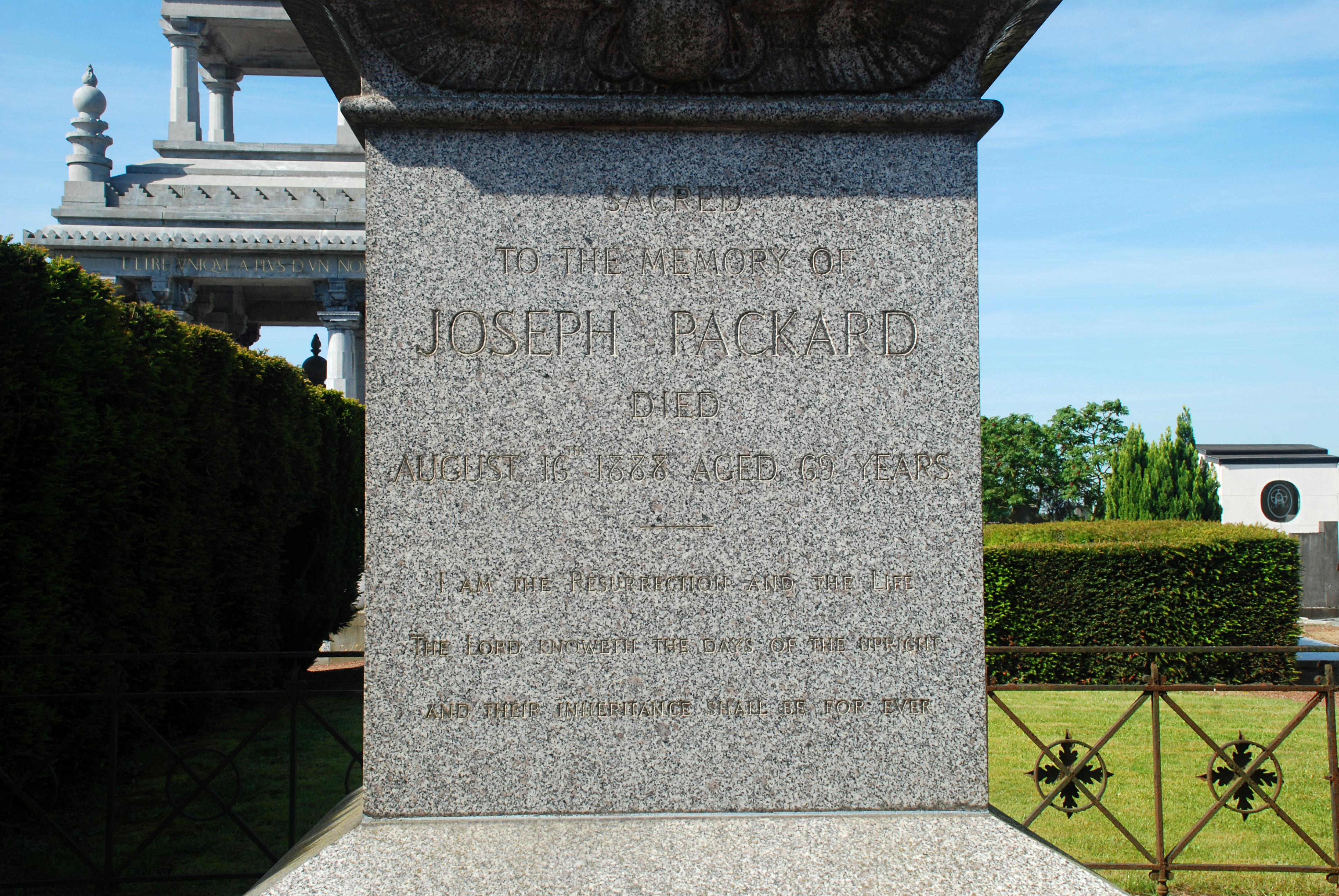
Épitaphe de Joseph Packard.

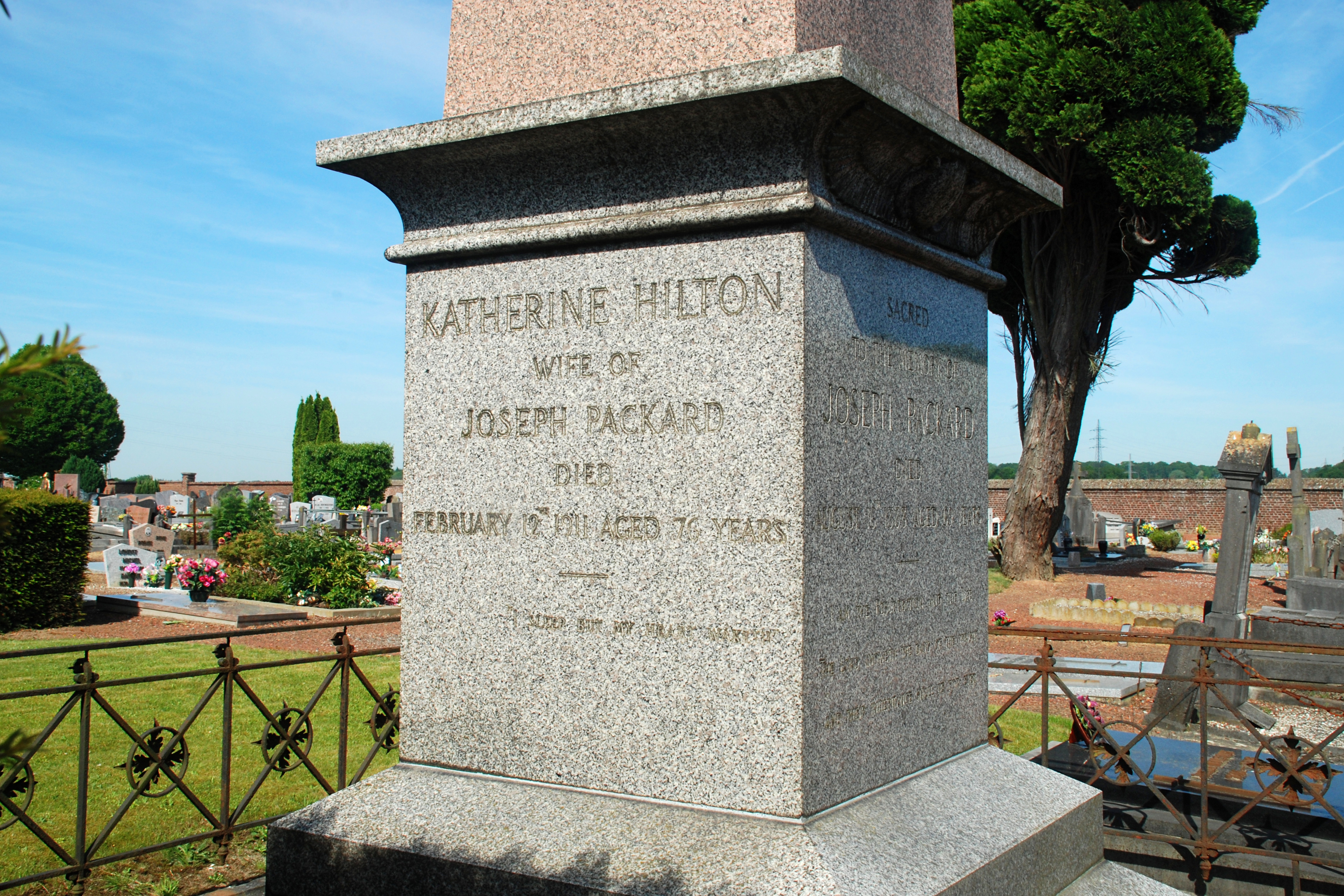
Épitaphe de Katherine Hilton.

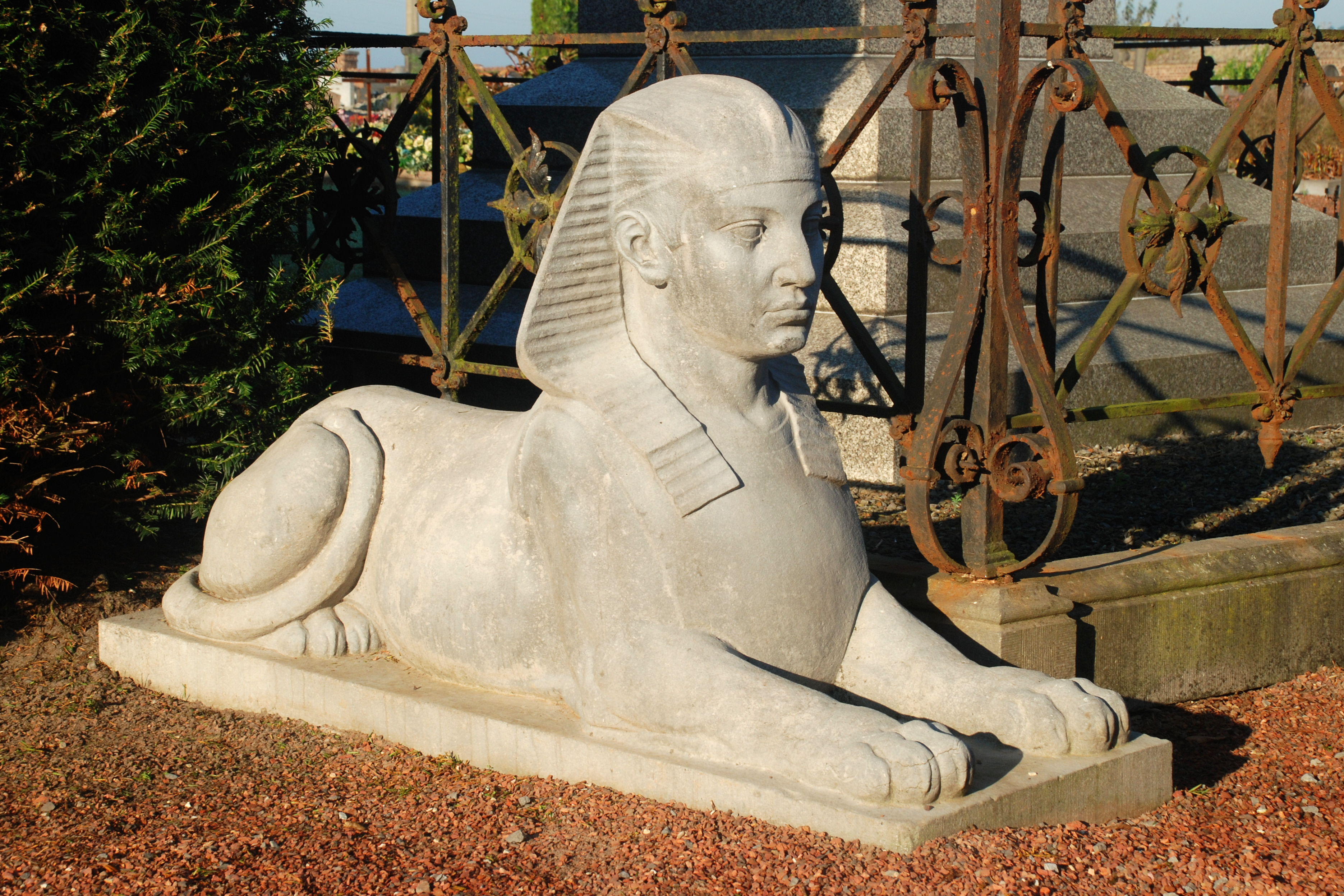
Le sphinx couché au pied de l'obélisque.

Juste à côté du mausolée Goblet d'Alviella se dresse un obélisque qui constitue le monument funéraire de la famille Packard-Hilton, liée à la famille Goblet d'Alviella par le biais de Margaret Alice Packard, épouse du comte Eugène Goblet d'Alviella.
Par son style égyptien, cet obélisque en granit rose sur un socle de granit gris semble répondre au mausolée, dont un des sphinx est couché à ses pieds.
La face orientale de l'obélisque est ornée du symbole du dieu égyptien Horus qui surmonte également la porte qui donne accès au caveau du mausolée. Ce symbole est constitué d'un disque solaire ailé encadré de deux cobras, le cobra femelle (uræus) ayant dans l'antiquité égyptienne pour fonction de protéger le pharaon contre ses ennemis.
Sous ce symbole est gravée l'épitaphe de Joseph Packard, décédé le 16 août 1888 à l'âge de 69 ans :

« Sacred
  
to the memory of

Joseph Packard
  
Died
 
August 16th 1888 aged 69 years
 
I am the Resurrection and the Life
 
The Lord knoweth the days of the upright
 
And their inheritance will be forever »

La face sud du monument porte l'épitaphe de son épouse Katherine Hilton, décédé le 12 février 1911 à l'âge de 76 ans :

« Katherine Hilton
  
Wife of

Joseph Packard
  
Died
 
February 12th 1911 aged 76 years »

|  |  |

#### Autres sépultures
Le cimetière abrite plusieurs autres monuments de style éclectique, d'une grande qualité :
- le monument Ceulemans, colonne carrée en pierre bleue (petit granit) ornée de plaques de marbre blanc et surmontée d'un couronnement composé de quatre frontons triangulaires alternant avec quatre acrotères, le tout sommé d'une urne funéraire partiellement voilée ;
- le monument De Broux-Seutin, catafalque en pierre bleue orné d'une frise de palmettes à sa base et d'une couronne funéraire traversée d'une palme sur sa face antérieure, sommé d'un entablement à frise de gouttes portant un cercueil de pierre orné de couronnes funéraires, de rubans et de guirlandes ;
- le monument Demolder-Marchal, de style Renaissance, composé d'un socle en pierre bleue portant quatre colonnettes en granit rose sur lesquelles reposent des arcade cintrées d'où s'élance un toit en pierre en forme de pyramide terminé par un amortissement agrémenté de palmettes ;
- le monument Genard-Demolder, monument complexe composé de trois parties superposées : un socle carré en pierre bleue orné d'arcs en mitre, une colonne carrée ornée de plaques de marbre blanc, un couronnement composé de frontons et d'acrotères très stylisés et, enfin, un obélisque tronqué sommé de frontons courbes et d'une urne funéraire.

|  |  |  |  |  |

### Sépultures duXXesiècle

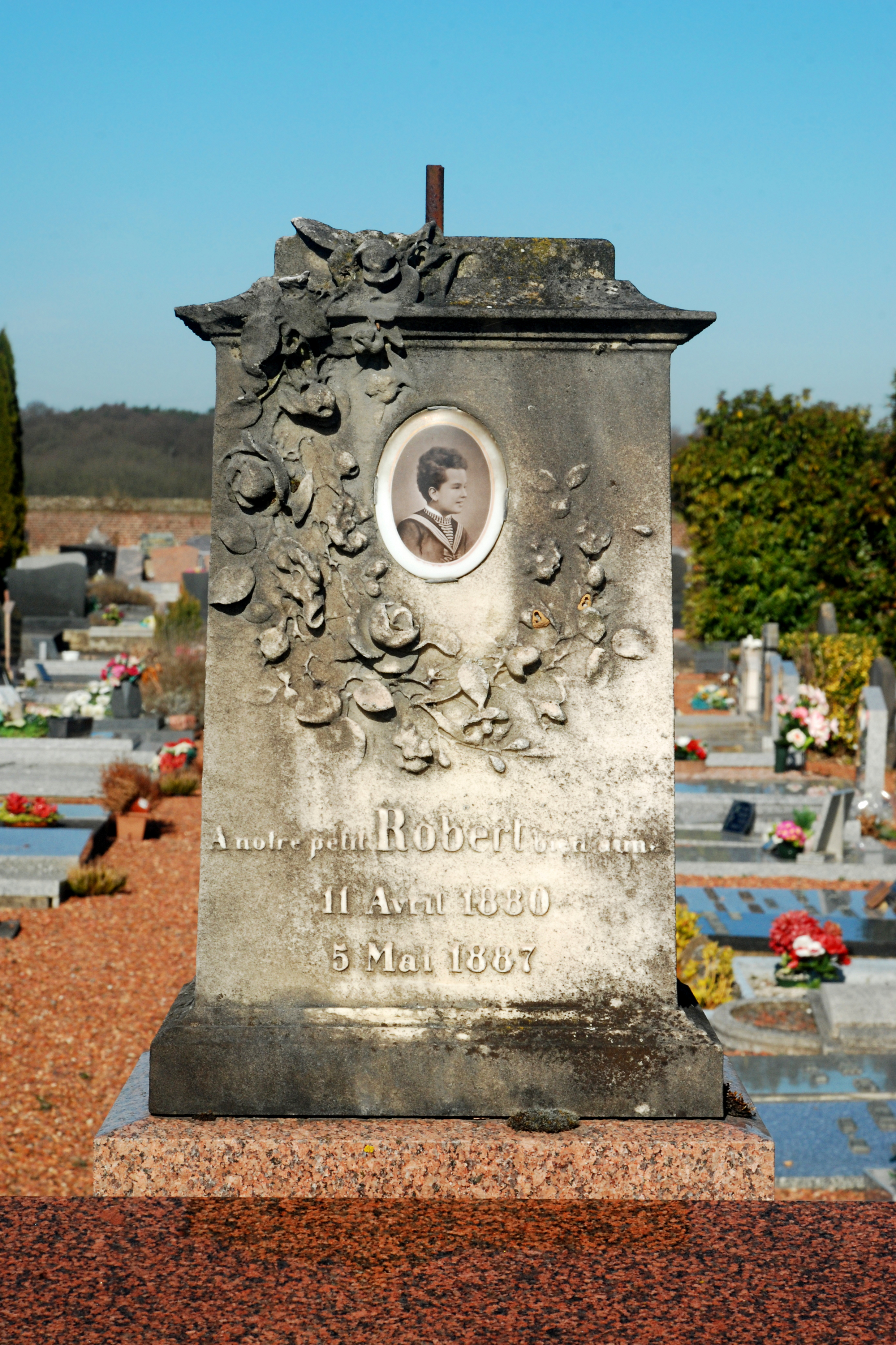
La stèle funéraire de Robert Henricot.

Le cimetière abrite également plusieurs sépultures du XXe siècle dignes d'intérêt qui, contrairement à ce que l'on pourrait croire, ne sont pas toutes situées dans la moitié la plus récente du cimetière.
- le monument Henricot, monument géométrique en granit rose de style résolument moderne regroupant les membres de la dynastie industrielle Henricot (dont Émile Henricot, fondateur des Usines Émile Henricot) et portant, à sa tête, la petite stèle funéraire de style éclectique de Robert Henricot, fils d'Émile Henricot mort en 1887 à l'âge de sept ans ;
- le monument De Broux de Noirhat, large rectangle couvert de gravier, ceint d'une clôture de colonnes en pierre bleue et terminée par un petit mur orné de plaques en marbre blanc portant un grand crucifix ainsi que les noms d'une vingtaine de noms de membres de la famille De Broux de Noirhat ;
- le monument Pierre De Broux de Noirhat, monument géométrique en pierre bleue adossé au précédent, de style presque Art déco malgré la période tardive (1986);
- le caveau de la famille Barzotti, édicule rectangulaire percé de fenêtres vitrées de forme ovale et d'une porte vitrée encadrée de fines colonnes portant un arc surbaissé, qui abrite la sépulture des parents de Claude Barzotti.

|  |  |  |

### Carré d'honneur
Le cimetière abrite un carré d'honneur constitué de plus de 200 tombes de victimes de guerre, d'anciens combattants, de déportés et de résistants de la Première Guerre mondiale et de la Seconde Guerre mondiale.
Il ne s'agit pas d'un cimetière militaire mais d'un ensemble de tombes de personnes qui sont décédées pour la plupart bien après les conflits en question.
Les tombes, disposées sur dix rangées groupées deux par deux, sont toutes identiques : très sobres, elles sont constituées chacune d'une simple plaque verticale en pierre bleue de forme rectangulaire, sommée d'un demi-cercle.

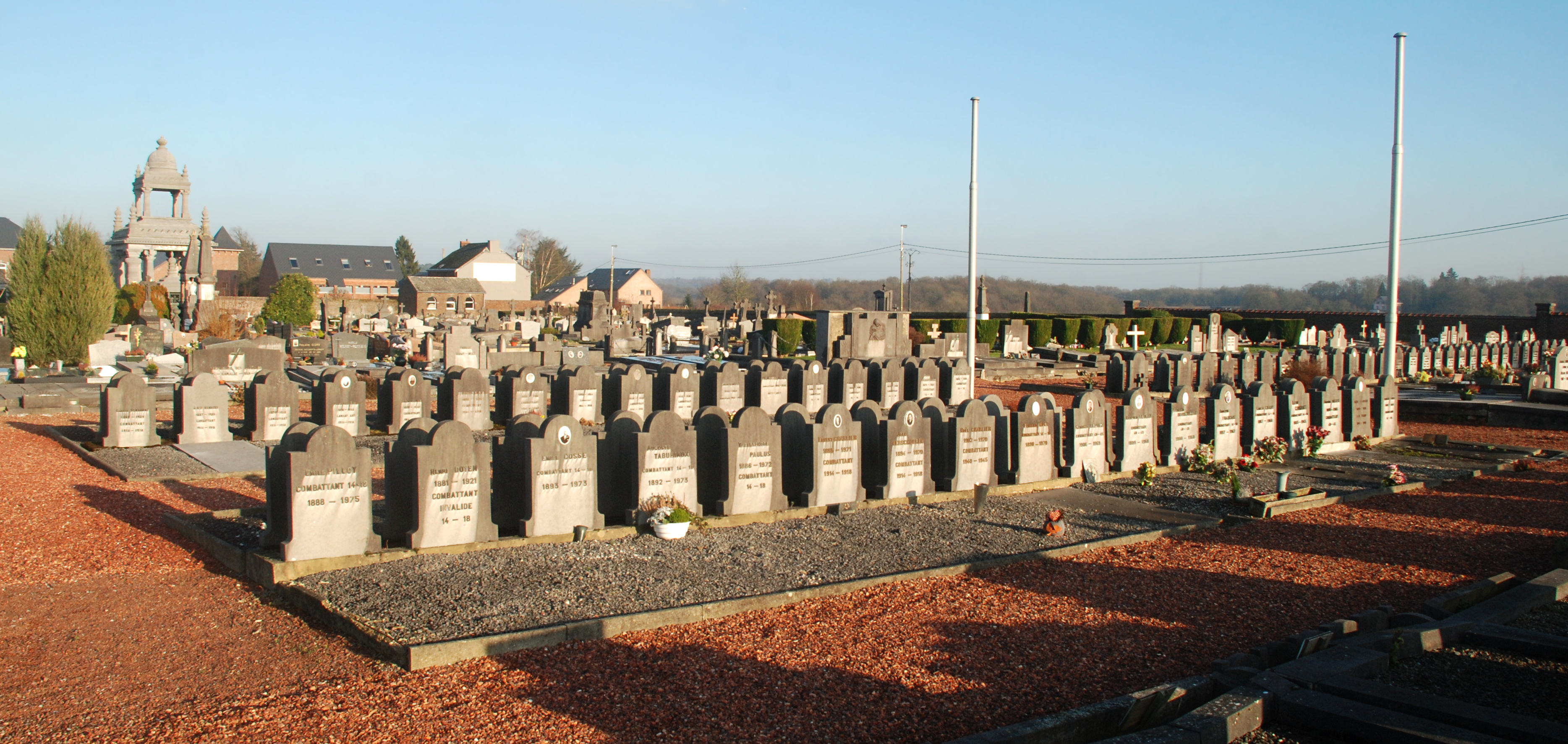
La partie médiane du carré d'honneur.

### Symboles et ornements

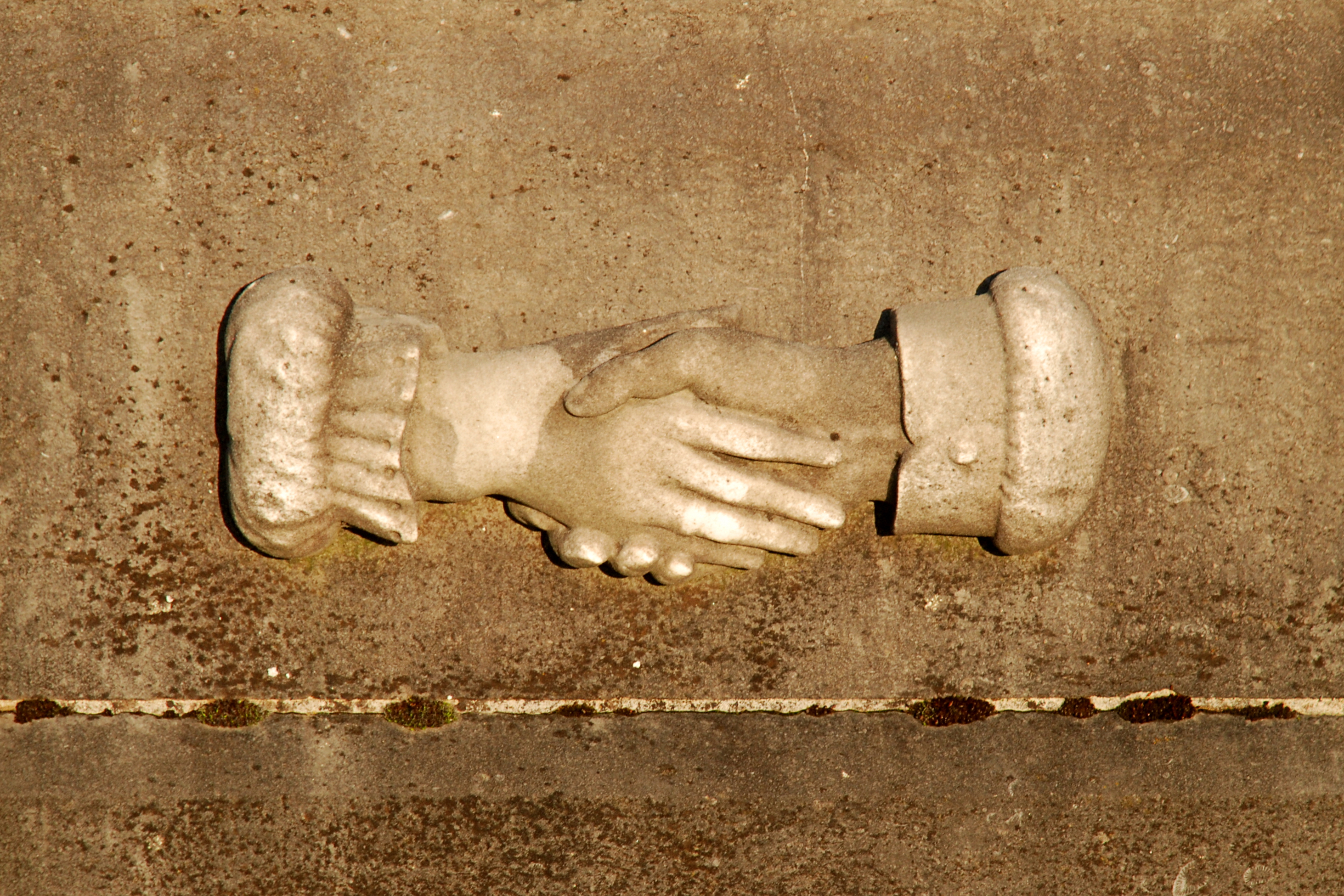
Les mains des époux.

Le cimetière regorge de symboles et d'ornements : 
- symboles chrétiens, comme la croix ou le chrisme ;
- symboles de la mort, comme la colonne brisée ou l'urne funéraire ;
- les mains des époux unies à jamais dans la pierre, qui prolongent symboliquement leur union par-delà la mort ;
- symboles de la vie éternelle, comme l'ouroboros et le phénix qui ornent le mausolée Goblet d'Alviella ;
- ornements, tels les pots à feu, les palmettes ou les acrotères.

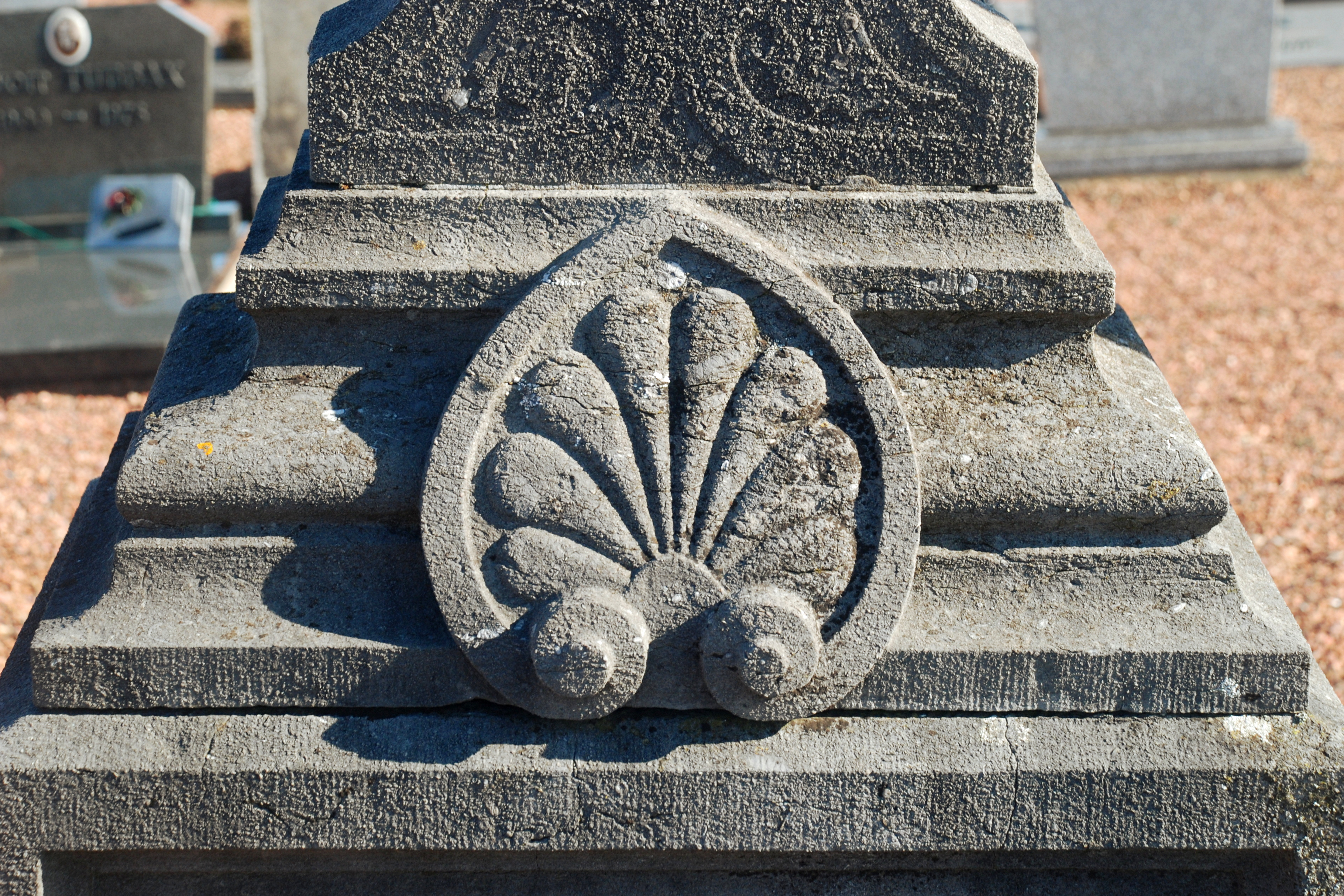
Palmette.

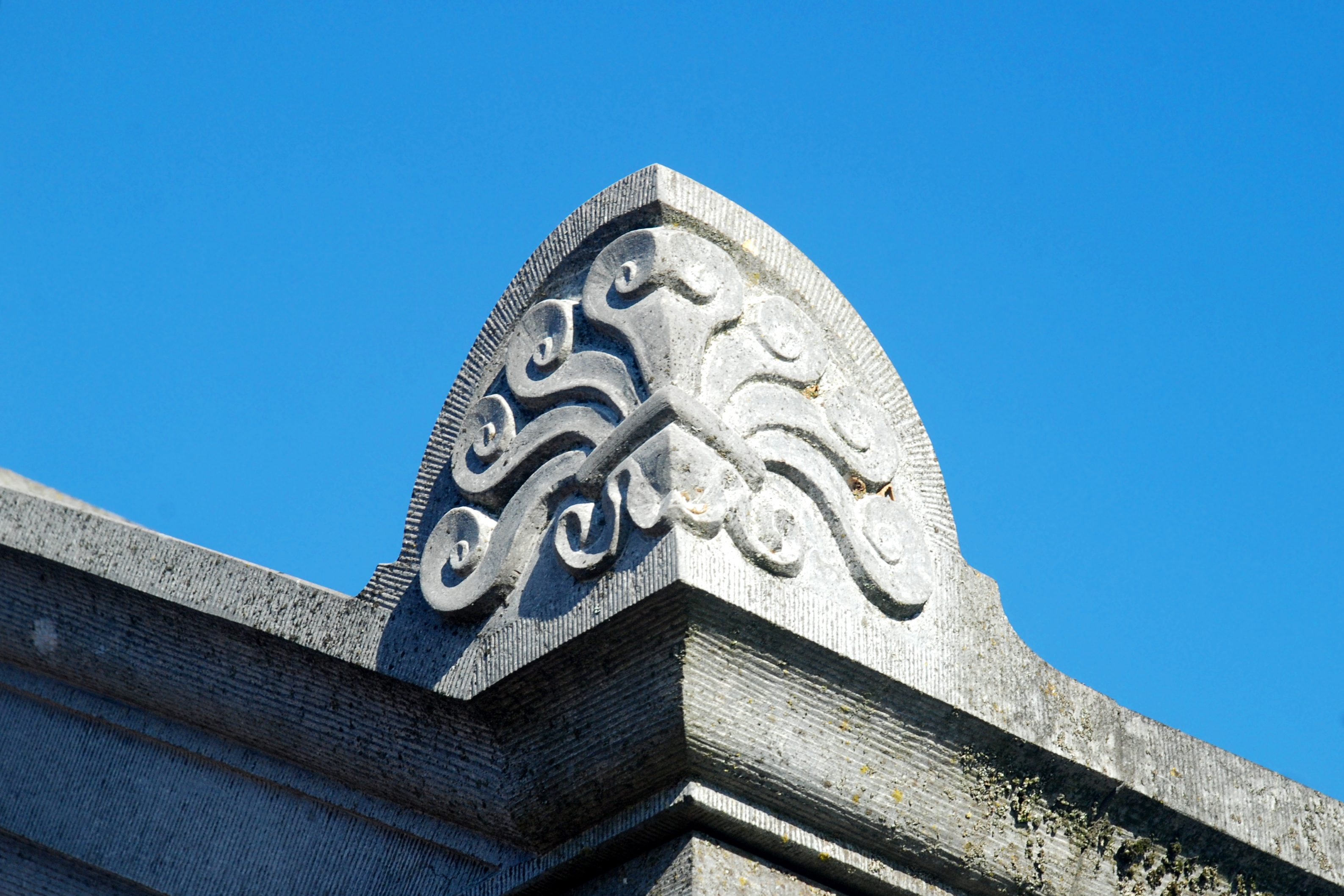
Acrotère.

|  |  |  |  |  |

## Personnalités inhumées
- Famille Goblet d'Alviella :
  - Albert Joseph Goblet, comte d'Alviella (1790-1873) ;
  - Louis François Magloire, comte Goblet d'Alviella (1823-1866) et son épouse Coralie Anne Charlotte comtesse d'Auxy de Neufville et de Watou (1815-1885) ;
  - Eugène Félicien Albert, comte Goblet d'Alviella (1846-1925) ;
  - Félix Albert Joseph, comte Goblet d'Alviella (1884-1957) ;
  - Hélène Marguerite Alice Goblet d'Alviella, comtesse de Watou (1887-1944) ;
  - Jean, comte Goblet d'Alviella (1921-1990) ;
- Famille Henricot :
  - Émile Henricot (1838-1910), homme politique belge libéral wallon, conseiller provincial et sénateur provincial de la province de Brabant , fondateur des Usines Émile Henricot ;
  - Fernand Henricot (1871-1933) et Paul Henricot (1873-1948), fils du précédent ;
  - baronne P. Warnant-Henricot (1907-1985) ;
- Autres :
  - Jules Demolder (1840-1902), bourgmestre de Court-Saint-Étienne ;
  - baron De Broux (1923-1992) ;
  - Claude Barzotti (1953-2023), chanteur.

#### Ouvrages
- Paul Pilloy-Cortvriendt, Curtis Sancti Stephani - Guide inventaire de Court-Saint-Étienne, Éditions Philsteph, sans date (vers 1995)

1. 1 2 3 4  p. 299.
2. ↑  p. 301.
3. 1 2  p. 302.
4. 1 2  p. 549.
5. ↑  p. 550.
6. ↑  p. 552.

#### Autres
1. ↑  La figure 5 représente le plus ancien goblet de l'histoire communale.
2. ↑  Site Patrimoine Stéphanois
3. ↑  Brochure des journées du patrimoine 2008 de la Région wallonne p.12
4. ↑  Ruth Schumann et Stéphane Rossini, Dictionnaire illustré des dieux de l'Égypte, Monaco, coll. « Champollion », 2003, p. 166
5. ↑  Bel-Memorial